# Faaborg
Faaborg é um município da Dinamarca, localizado na região central, no condado de Fiónia.
O município tem uma área de 227 km² e uma população de 17 325 habitantes, segundo o censo de 2005.